# Carl Frederik Stanley
Carl Frederik Stanley (ca. 1738 i Westminster – 9. marts 1813 i København) var en engelskfødt billedhugger, der havde sit virke i Danmark. Han var far til Charles Stanley.

## Uddannelse og rejser
Carl Frederik Stanley var søn af billedhugger Simon Stanley og fødtes i Westminster i England, hvor hans far dengang opholdt sig. Da Simon Stanley i 1746 kaldtes til Danmark, kom sønnen med sine forældre til København. Han blev snart bestemt til, ligesom faren, at blive billedhugger og optoges sidenhen blandt de første elever af det i 1754 reorganiserede kongelige danske skildrer; "Billedhugger- og Bygningsakademi". Allerede i 1755 vandt han en af akademiets mindre præmier og i 1758, for opgaven "Noahs Ofring", akademiets store guldmedalje, der ledsagedes af det store 6-årige rejsestipendium. Året efter rejste han udenlands.
Han drog først til Paris, hvor han forblev et par år og færdedes sammen med andre af akademiets stipendiater, malerne Peder Als og J.P. Lund og arkitekten C.F. Harsdorff. I 1762 forlod han Paris, nåede efter en stormfuld overfart fra Marseille til Livorno, Rom og traf atter her sammen med de 2 sidstnævnte kunstnere. Efter et par års ophold i Italien vendte han i 1766 tilbage til København.

## Hjemme igen
Stanley blev straks agreeret ved akademiet på en kopi af Den antike Gladiator (den borghesiske fægter), som han udstillede på akademiets første "Salon" i 1769. Ved denne lejlighed viste han ligeledes et udkast til Dronning Louises sarkofag, bestemt for det af C.F. Harsdorff byggede, endnu ikke påbegyndte Frederik V's kapel i Roskilde Domkirke. Da akademiet næste gang, i 1778, afholdt en udstilling, var dette monument færdigt (men langtfra endnu opstillet), således at han kunne udstille en tegning deraf. Det var gennem arkitekten Nicolas-Henri Jardin, at Carl Frederik Stanley havde fået denne store bestilling, der beløb sig til 6.000 rigsdaler kurant. Jardin overdrog ham samtidig udførelsen af de store korintiske kapitæler, der skulle smykke Frederikskirkens portalsøjler. Stanley ernærede sig vel nærmest i disse år som dekorationsbilledhugger, bl.a. ved en leverance til Hofteatret af 22 joniske kapitæler, konsoller med elefanthoveder, palmegrene, løvehoveder o.l. Til Riddersalen på Christiansborg Slot udførte han de 2 store halvrunde bronzerelieffer over dørene. I 1777 lod Stanley sig naturalisere og optoges samme år enstemmig som medlem af akademiet på en figur i gips: Kjærlighed til Fædrelandet, forestillet som en ung Helt.

### Senere karriere
Det følgende år valgtes han samtidig med Nicolai Abraham Abildgaard til professor ved akademiet. At opførelsen af Marmorkirken i 1770 standsedes, havde været et hårdt slag for Stanley, der her havde håbet at finde rigelig beskæftigelse. Så vidt man kan slutte, synes han da heller ikke at være blevet meget benyttet. Han udførte nogle gravmæler, bl.a. over Grev Thott i Sorø (1789), ledede genopførelsen af det ved Københavns brand 1728 ødelagte gyldenløveske monument i vor Frue Kirke i København samt gjorde nogle buster og figurer, bl.a. til brug for Den kongelige Porcelainsfabrik; men nogen stor produktion har det ikke været, hvad der også bekræftes af den
omstændighed, at han på akademiets tredje salon i 1794 ikkun deltog med 2 ting: en tegning af det Thottske gravmæle og en allegorisk gruppe, forestillende "den holstenske Kanal".

### Privatliv og forgang
Stanley fik dansk indfødsret 28. januar 1777.
I 1769 havde Stanley ægtet en enke, Marie Adrienne Courtonne (f. 1736 d. 1825), der tilhørte en fransk-reformert slægt; men dette ægteskab blev lidet lykkeligt, og i 1794 skiltes ægtefællerne ad. På hans gamle dage gik det ganske til agters med ham. Uagtet han fra 1802 fik fribolig på Charlottenborg og pension, blev hans økonomiske forhold værre end nogen sinde. I stedet for den smukke mand med den velplejede paryk, det sirlige kalvekrøs og den strålende røde frakke, således som Erik Pauelsen har vist os Stanley i akademiets billede fra 1785, ser vi ham nu, således som Erich Christian Werlauff har skildret ham i sine erindringer: den stakkels gamle, forsumpede kunstner, der "i en højst ussel og lurvet Dragt og altid med en Skjødehund under Armen" går rundt og tigger sine bekendte om en mark. Han skulle dog nå en alder af 75 år, før døden gjorde ende på hans fornedrelse.

## Værker
Som kunstner har Stanley, ligesom hans mere berømte samtidige Johannes Wiedewelt, fornemmelig sin betydning som udøver af den klassicisme, der i Danmark danner overgangen fra rokokoen til Bertel Thorvaldsen. Skønt han vel i almindelighed, lige så lidt som Wiedewelt, formåede at frigøre sig fra den forudgående tids stil og manér, vidner dog hans hovedværk, Dronning Louises sarkofag i Roskilde Domkirke, om, at han fattede den antikke kunst med en sikker intelligens, der snarere er over end under Johannes Wiedewelts. Han savner vel dennes mere elegante teknik; til gengæld er en figur som Religionen, der flankerer sarkofagens ene endestykke, med sin af antikke kejserindestatuer påvirkede holdning langt smukkere og i en mere ædel stil end de allegoriske kvindefigurer, der smykker Wiedewelts monumenter over kongerne Christian VI og Frederik V sammesteds. Der kan dog, at dømme efter det lidet, der er bevaret, næppe være tvivl om, at Stanley var bedst, når han, forglemmende sine klassiske aspirationer, portrætterede sine samtidige. Busten af Dronning Juliane Marie (tilhørende Den kongelige Porcelainsfabrik) og den af Luplau i biskuit gengivne statuette af Arveprins Frederik ved det oldenborgske stamtræ viser begge en udmærket evne til at forene en fornem stil med en livlig opfattelse af menneskene, en evne, der også åbenbares i den posthume buste af Johannes Ewald (signeret 1784, lavet o. 1780, tilhørende Valkendorfs Kollegium) og den Stanley tilskrevne, ligeledes posthume buste af Ludvig Holberg (tilhørende det Kongelige Teater).